# Alex Smith (polityk)
Alex Smith (ur. 2 grudnia 1943 w Kilwinning) – brytyjski i szkocki polityk oraz działacz związkowy, poseł do Parlamentu Europejskiego III i IV kadencji.

## Życiorys
Kształcił się w Irvine Royal Academy. Został działaczem Partii Pracy, pełnił funkcję przewodniczącego w jednym z okręgów wyborczych. Działał w centrali związkowej Transport and General Workers' Union, był też przewodniczącym rady związkowej w Irvine. W latach 1989–1999 z ramienia laburzystów przez dwie kadencje sprawował mandat eurodeputowanego, wchodząc w skład frakcji socjalistycznej. Pracował m.in. w Komisji Budżetowej oraz Komisji ds. Stosunków Gospodarczych z Zagranicą. Po odejściu z PE pozostał członkiem Partii Pracy, w kampanii wyborczej w 2000 otwarcie jednak wspierał Szkocką Partię Socjalistyczną.